# 安妮格雷特·里希特
安妮格雷特·里希特（德語：Annegret Richter，1950年10月13日—），德国女子田径运动员，主攻短跑。她曾代表西德参加1972年和1976年夏季奥林匹克运动会田径比赛，获得二枚金牌和二枚银牌。